# Endiandra palmerstonii
Endiandra palmerstonii là loài thực vật có hoa trong họ Nguyệt quế. Loài này được (F.M.Bailey) C.T.White miêu tả khoa học đầu tiên năm 1920.